# Арденкрофт (Делавер)
Арденкрофт (англ. Ardencroft) — селище (англ. village) в окрузі Нью-Касл штату Делавер США. Населення — 231 осіб (2010).

## Географія
Арденкрофт розташований за координатами 39°48′19″ пн. ш. 75°29′9″ зх. д. / 39.80528° пн. ш. 75.48583° зх. д. (39.805299, -75.485863).  За даними Бюро перепису населення США в 2010 році селище мало площу 0,26 км², уся площа — суходіл.

## Демографія
Згідно з переписом 2010 року, у селищі мешкала 231 особа в 97 домогосподарствах у складі 65 родин. Густота населення становила 882 особи/км².  Було 102 помешкання (390/км²).
Расовий склад населення:
| - 85,7 % — білих - 9,1 % — чорних або афроамериканців - 4,8 % — азіатів - 0,0 % — осіб інших рас |

Частка іспаномовних становила 1,7 % від усіх жителів.
За віковим діапазоном населення розподілялося таким чином: 14,7 % — особи молодші 18 років, 65,0 % — особи у віці 18—64 років, 20,3 % — особи у віці 65 років та старші. Медіана віку мешканця становила 50,1 року. На 100 осіб жіночої статі у селищі припадало 87,8 чоловіків;  на 100 жінок у віці від 18 років та старших — 85,8 чоловіків також старших 18 років.
Середній дохід на одне домашнє господарство  становив 93 474 долари США (медіана — 66 750), а середній дохід на одну сім'ю — 114 206 доларів (медіана — 81 250). Медіана доходів становила 40 208 доларів для чоловіків та 41 250 доларів для жінок. За межею бідності перебувало 1,9 % осіб, у тому числі 0,0 % дітей у віці до 18 років та 2,1 % осіб у віці 65 років та старших.
Цивільне працевлаштоване населення становило 146 осіб. Основні галузі зайнятості: науковці, спеціалісти, менеджери — 21,2 %, освіта, охорона здоров'я та соціальна допомога — 21,2 %, роздрібна торгівля — 13,0 %, виробництво — 12,3 %.